# 茅ヶ崎市立汐見台小学校
茅ケ崎市立汐見台小学校（ちがさきしりつしおみだいしょうがっこう）は、神奈川県茅ヶ崎市汐見台に位置する市立小学校。

## 概要
2011年（平成23年）4月1日に設立、同年4月5日に開校。茅ヶ崎市では19番目となる市立の小学校である。2022年4月現在、生徒数は324人。
周辺住民に対する砂塵の影響を考慮し、茅ヶ崎市立の学校では初めて校庭に真砂土が散布されたこと、太陽光発電により学校で使用する電気を賄っていることが特徴。

## 歴史
出典

### 年表
- 2007年（平成19年）5月 - 計画概要を決定。
- 2009年（平成21年）
  - 2月 - 小学校建設事業を決定。
  - 12月 - 通学区域を決定。
- 2010年（平成22年）
  - 5月 - 校名募集開始[7]。
  - 7月 - 校名選考委員会で「茅ヶ崎市立汐見台小学校」を選考[7]。
  - 9月 - 茅ヶ崎市立学校設置条例改正案（議案第73号）を議決[8]。
- 2011年（平成23年）
  - 2月 - 汐見台小学校建設工事竣工。
  - 4月 - 汐見台小学校開校。開校式挙行[9]。
  - 12月 - 校歌、校章おひろめの会開催。
- 2023年（令和5年）12月 - 創立記念のつどい開催。

### 歴代学校長
（歴代学校長の主要な出典は公式サイト）
|        | 氏名        | 着任         | 離任          | 転任先       |
| ------ | ----------- | ------------ | ------------- | ------------ |
| 初代   | 橋本 和男   | 2011年4月1日 | 2014年3月31日 | 鶴嶺小学校   |
| 第二代 | 野上 美津子 | 2014年4月1日 | 2016年3月31日 | 浜之郷小学校 |
| 第三代 | 松下 文彦   | 2016年4月1日 | 2018年3月31日 |              |
| 第四代 | 石井 久美   | 2018年4月1日 | 2021年3月31日 | 退任         |
| 第五代 | 大越 敏孝   | 2021年4月1日 | 2024年3月31日 |              |
| 第六代 | 楠山 小百合 | 2024年4月1日 | 現任          | 現任         |

## 通学区域
茅ヶ崎市
- 浜竹四丁目[10]
- 常盤町[10]
- 汐見台[10]
- 緑が浜の一部[10]

## 進学先
- 茅ヶ崎市立松浪中学校[10]

## 周辺
- 茅ヶ崎市汐見台児童クラブ - 同一敷地内
- 国道134号[11]
- 湘南汐見台公園[11] - 茅ヶ崎市道をはさんで、敷地が隣接。
- 海浜自然生態園 - 茅ヶ崎市道をはさんで、敷地が隣接。
- 湘南幼児学園 - 進学前保育園のひとつ。
- 国土交通省藤沢土木事務所汐見台庁舎
- 相模湾
- 本校校地東側は藤沢市との市境線となっている。

## アクセス
- 神奈川中央交通「辻02」・「辻05」・「辻10」の各系統で、「東浜須賀」停留所下車後、徒歩。
- JR東海道本線辻堂駅から、上述の神奈中バスを利用[1]